# چه بر سر بیبی جین آمد؟ (فیلم ۱۹۶۲)
چه بر سر بیبی جین آمد؟ (انگلیسی: What Ever Happened to Baby Jane?) فیلمی در ژانر تریلر روانشناسانه به کارگردانی رابرت آلدریچ است که در سال ۱۹۶۲ منتشر شد. از بازیگران آن می‌توان به بت دیویس، جوآن کراوفورد و ویکتور بوینو اشاره کرد.